# Revolution von 1848 im Großherzogtum Hessen
Durch die Revolution von 1848 im Großherzogtum Hessen konnte sich im Großherzogtum Hessen zwischen den beiden hoch konservativen Regimen, dem „System du Thil“ des langjährigen leitenden Ministers Karl du Thil und dem auf die Revolution folgenden des Ministerpräsidenten Reinhard Carl Friedrich von Dalwigk, für mehr als zwei Jahre eine bürgerlich-liberale Richtung durchsetzen, die zahlreiche Reformen vornahm, von denen viele – aber nicht alle – in den Folgejahren zurückgenommen wurden.

## Rahmen
Im Vorfeld der Märzrevolution 1848 herrschten katastrophale Zustände im Großherzogtum: Die Vernichtung eines großen Teils der Kartoffelernte 1845/46 durch die Kartoffelfäule, die kurz zuvor aus Amerika eingeschleppt worden war, und zwei anschließend aufeinander folgende Getreide-Missernten vervielfachten die Preise für Grundnahrungsmittel, lösten Existenzangst und Unzufriedenheit aus. Jedes Jahr verließen mehrere Tausend Einwohner das Großherzogtum, was jeweils fast einem Prozent der Einwohner entsprach. Ein Höhepunkt war das Jahr 1846 mit mehr als 6000 Auswanderern.
Das „System du Thil“ setzte auf die komplette Unterdrückung jeder politischen Diskussion. In dieser Situation veröffentlichte die Regierung 1846 einige Gesetzentwürfe zum Zivil-, Familien- und Polizeirecht. Sie versuchte damit – in konservativem Sinn – einen Auftrag der Verfassung des Großherzogtums Hessen von 1820 umzusetzen. Die Provinz Rheinhessen sah dadurch ihre fortschrittlichen Rechtsinstitutionen bedroht, die sie aus der Zeit vor 1814, als das Gebiet zu Frankreich gehörte, in das Großherzogtum hatte retten können. Es bildeten sich Bürgerkomitees, Heinrich von Gagern meldete sich mit einer Denkschrift über die der Provinz Rheinhessen landesherrlich verliehene Garantie ihrer Rechtsverfassung zu Wort. Weil politische Vereinigungen verboten waren, politisierten Turn- und Gesangvereine zunehmend. Die Regierung traute sich aufgrund der durch die wirtschaftliche Notlage brisant zugespitzten Situation nicht mehr durchzugreifen. Bei der Wahl zur Ständeversammlung organisierten sich die Liberalen erstmals landesweit in einem „Wahlcomité“. Das war erfolgreich und führte zu einer klaren Mehrheit der liberalen und demokratischen Kräfte in den Landständen. Der Landtag wurde im Dezember 1847 durch Großherzog Ludwig II. eröffnet.

## Revolution des Bürgertums

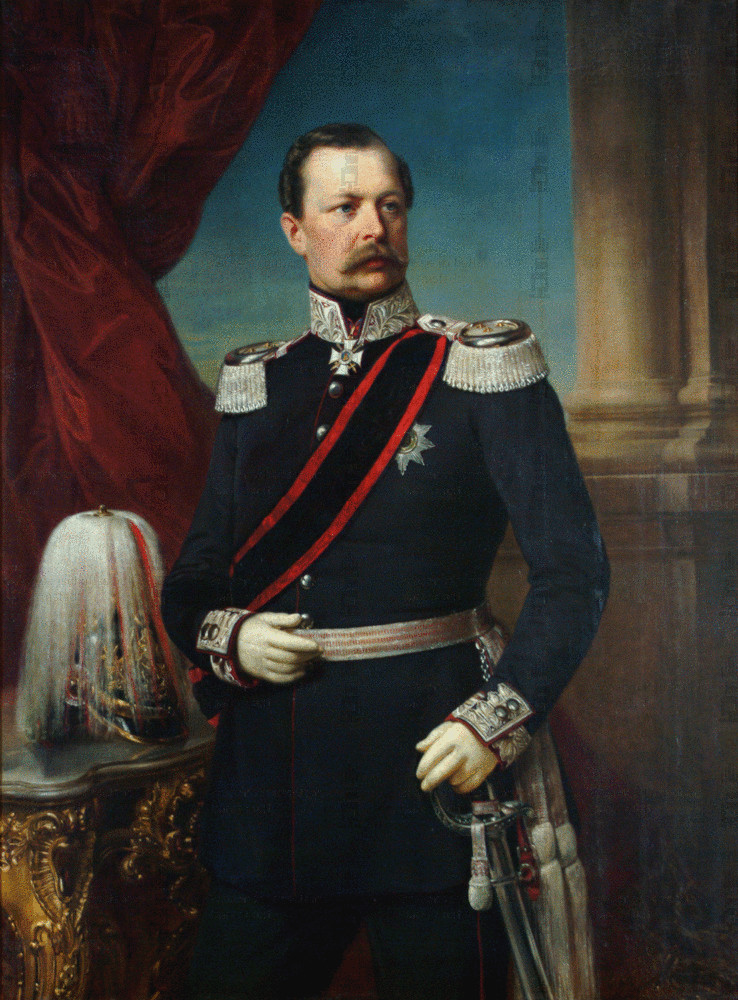
Ludwig III., durch die Revolution auf den Thron gekommen

Heinrich von Gagern, Leitender Minister nach der Revolution

Am 24. Februar 1848 zwang in Paris die Revolution König Louis-Philippe abzudanken. Dies führte dazu, dass nun auch im Landtag die liberalen Forderungen offen vorgetragen wurden. Wortführer war Theodor Reh, der den „Wechsel des bisherigen, mit den Wünschen und Forderungen des hessischen Volkes nicht in Einklang stehenden Regierungssystems“ forderte. - Zu den übrigen Forderungen vergleiche die unten stehende Übersicht.
Der leitende Minister, Karl du Thil, gab dem am 4. März 1848 nach und sagte zu, entsprechende Gesetzentwürfe vorlegen zu wollen. Das stellte zwar den Landtag zufrieden, der daraufhin eine „Dankadresse an seine Königliche Hoheit“ [den Großherzog] verfasste, nicht aber die Bevölkerungsteile, die sich von der Darmstädter Regierung besonders benachteiligt fühlten: Die Rheinhessen (wegen der Bedrohung ihrer fortschrittlichen französischen Einrichtungen) und die Odenwälder (wegen der besonders schlechten wirtschaftlichen Lage und der zusätzlichen Belastungen durch die dort nahezu flächendeckenden Standesherrschaften). Die Odenwälder verabschiedeten auf einer Versammlung am 5. März in Michelstadt eine Petition und zogen über Nacht nach in die Residenz Darmstadt, wo sie am 6. März eintrafen. Die Mainzer planten Gleiches für den 8. März.

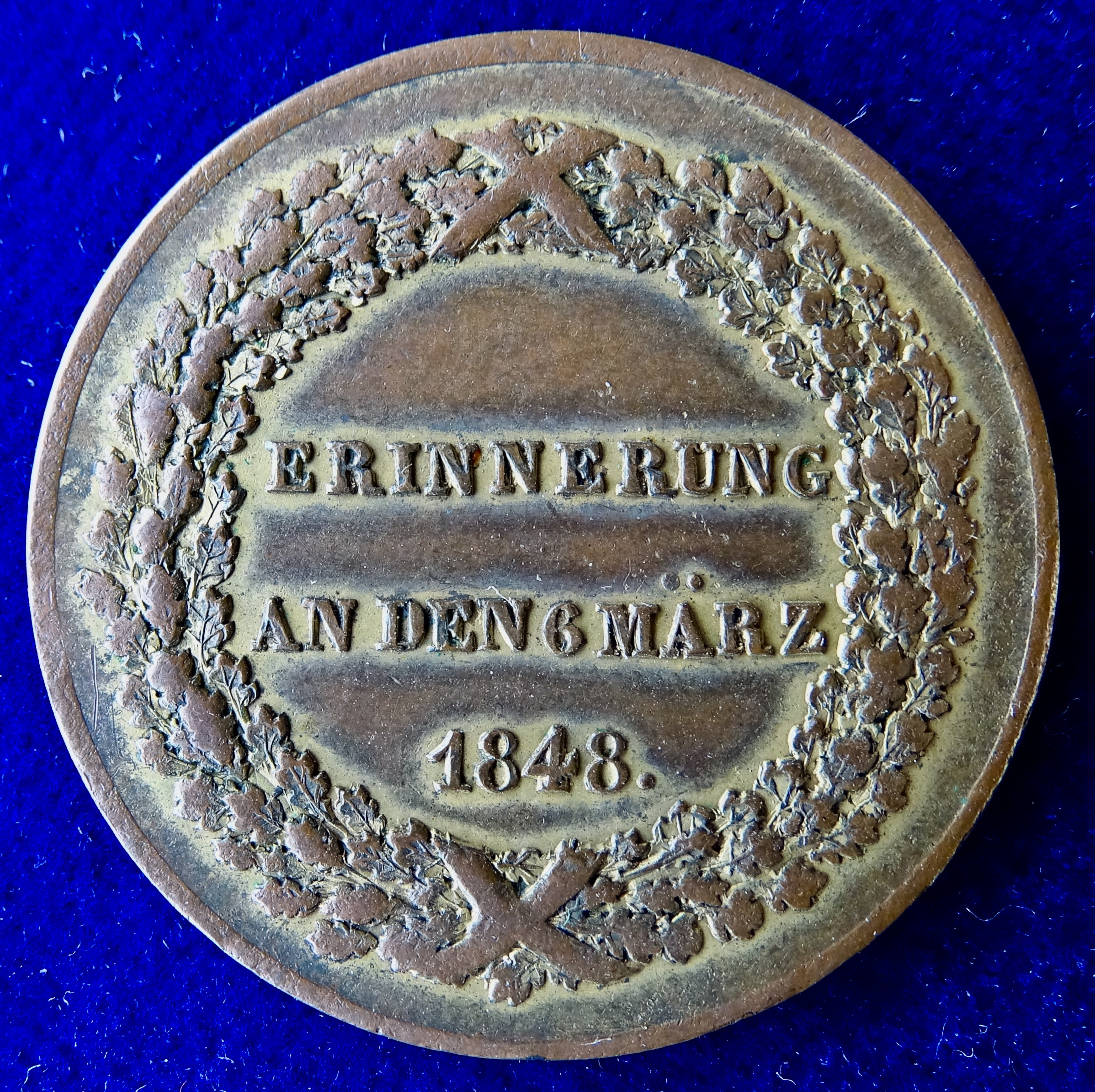
Denkmünze zur Erinnerung der Errungenschaften des 6. März 1848 in Hessen-Darmstadt, Vorderseite

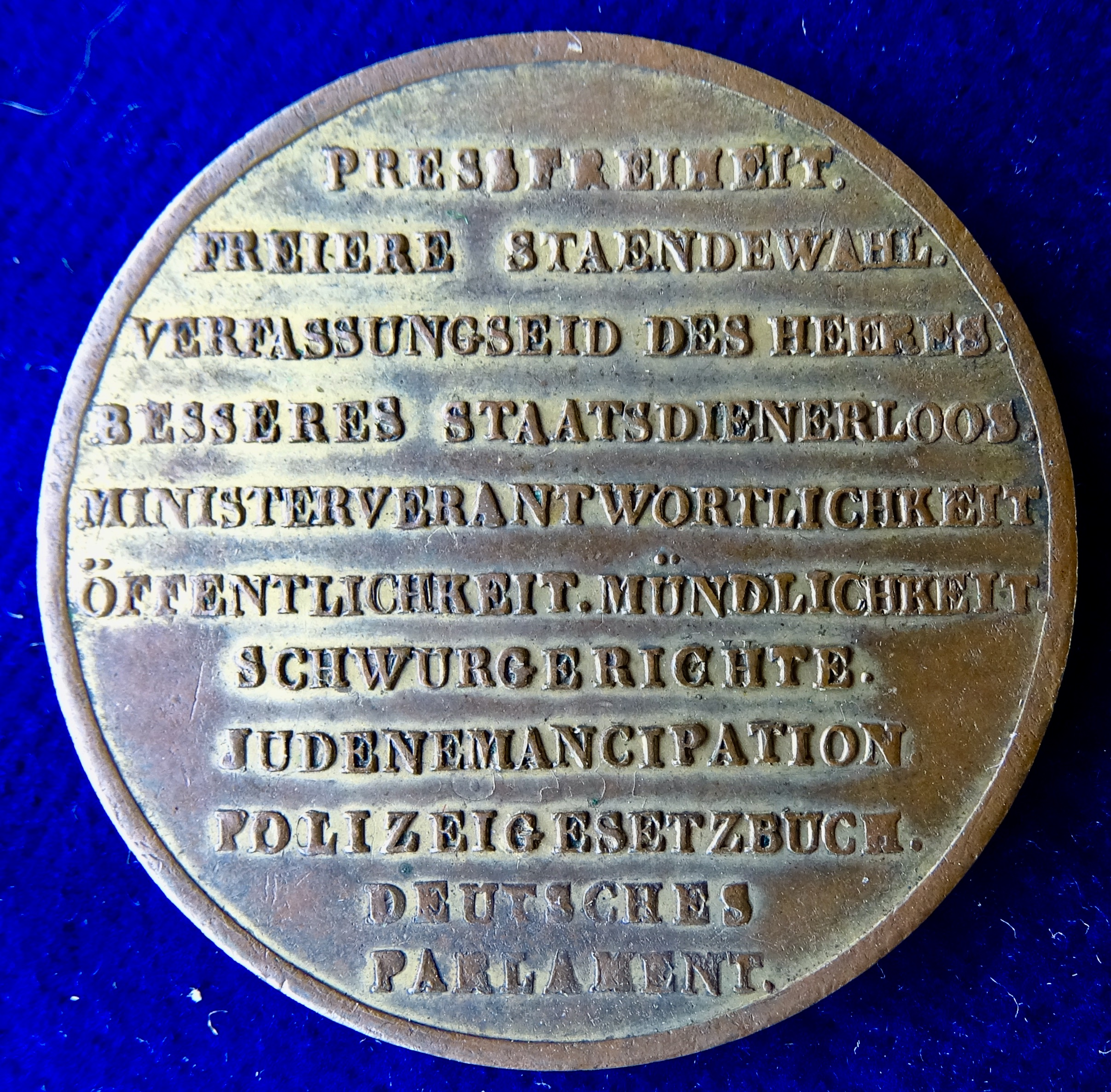
Die Rückseite dieser Medaille mit den Forderungen der Revolution: Pressefreiheit, freie Wahlen, Verfassungseid des Militärs, Besserstellung der Staatsdiener, Verantwortung der Minister, öffentliche Schwurgerichte, Judenemanzipation, Polizeigesetze, Deutsches Parlament

Der Großherzog reagierte prompt: Schon zuvor war Erbgroßherzog Ludwig (III.) von einem Besuch bei seinen Schwiegereltern aus München zurückgerufen und am 5. März 1848 zum „Mitregenten“ ernannt worden. Karl du Thil wurde entlassen und durch Heinrich von Gagern ersetzt. Gagern verkündete mit einer landesweiten Plakatierung, dass die neue Regierung die „März-Forderungen“ alle umsetzen werde. Die Mainzer verzichteten daraufhin auf den Demonstrationszug nach Darmstadt, feierten stattdessen ein Volksfest mit Fackelzug und einen Dankgottesdienst mit Bischof Peter Leopold Kaiser im Mainzer Dom. Allerdings kam es zwei Monate später in Mainz zu Straßenkämpfen zwischen der mit Gewehren bewaffneten Bürgergarde und dem verhassten preußischen Militär der Bundesfestung Mainz. Drei Tote und 40 Verletzte waren die Folge sowie die Drohung des preußischen Militärs, Mainz mit Artillerie zu beschießen. Die Bürgergarde wurde entwaffnet. Der Provinzialkommissar von Rheinhessen, Reinhard von Dalwigk, versuchte, die Verantwortung für den Zwischenfall auf den leitenden Minister, Heinrich von Gagern, zu schieben.

## Revolution der Landbevölkerung

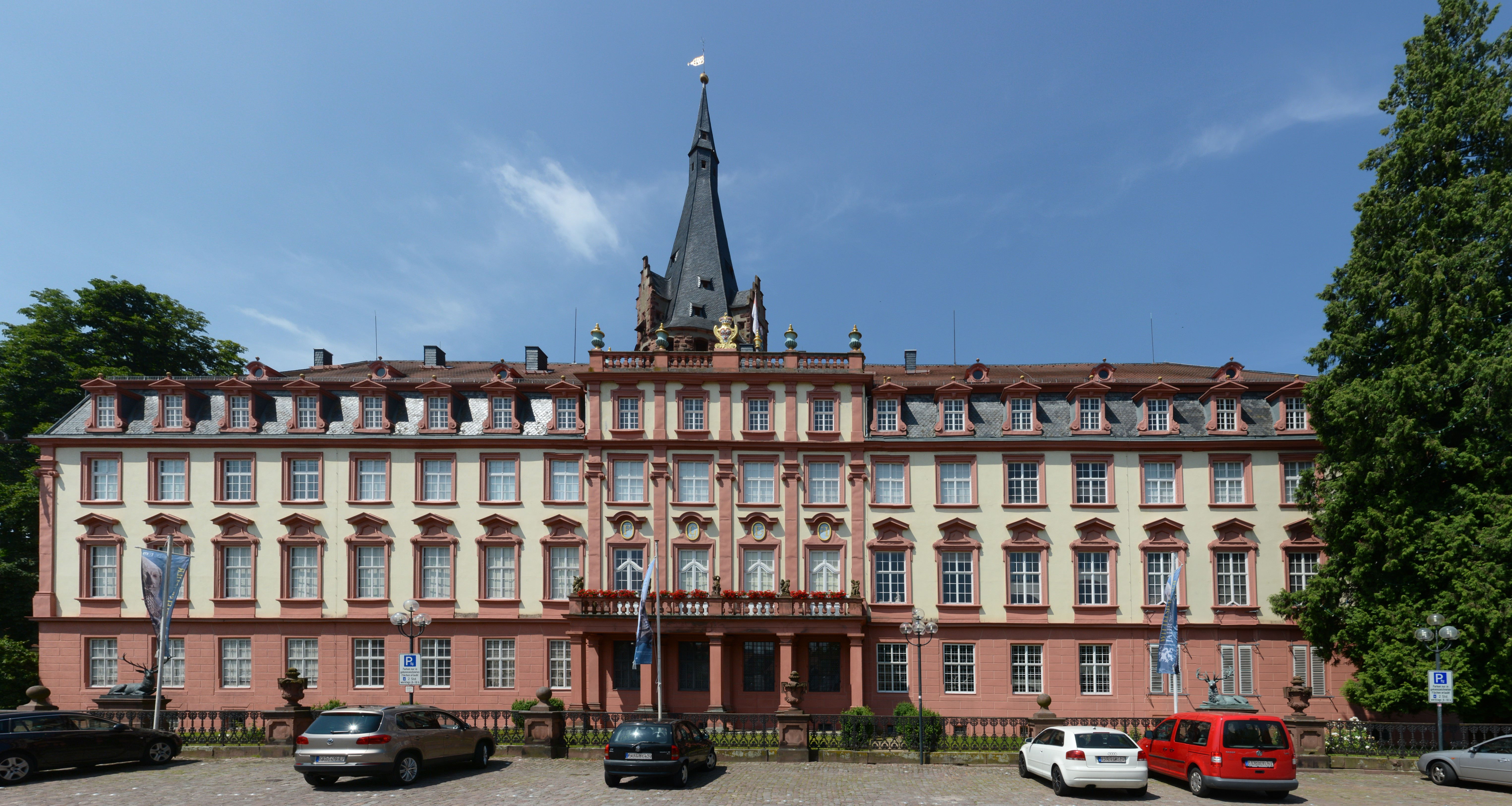
Ein Ziel der bäuerlichen Wut: Schloss Erbach in Erbach im Odenwald

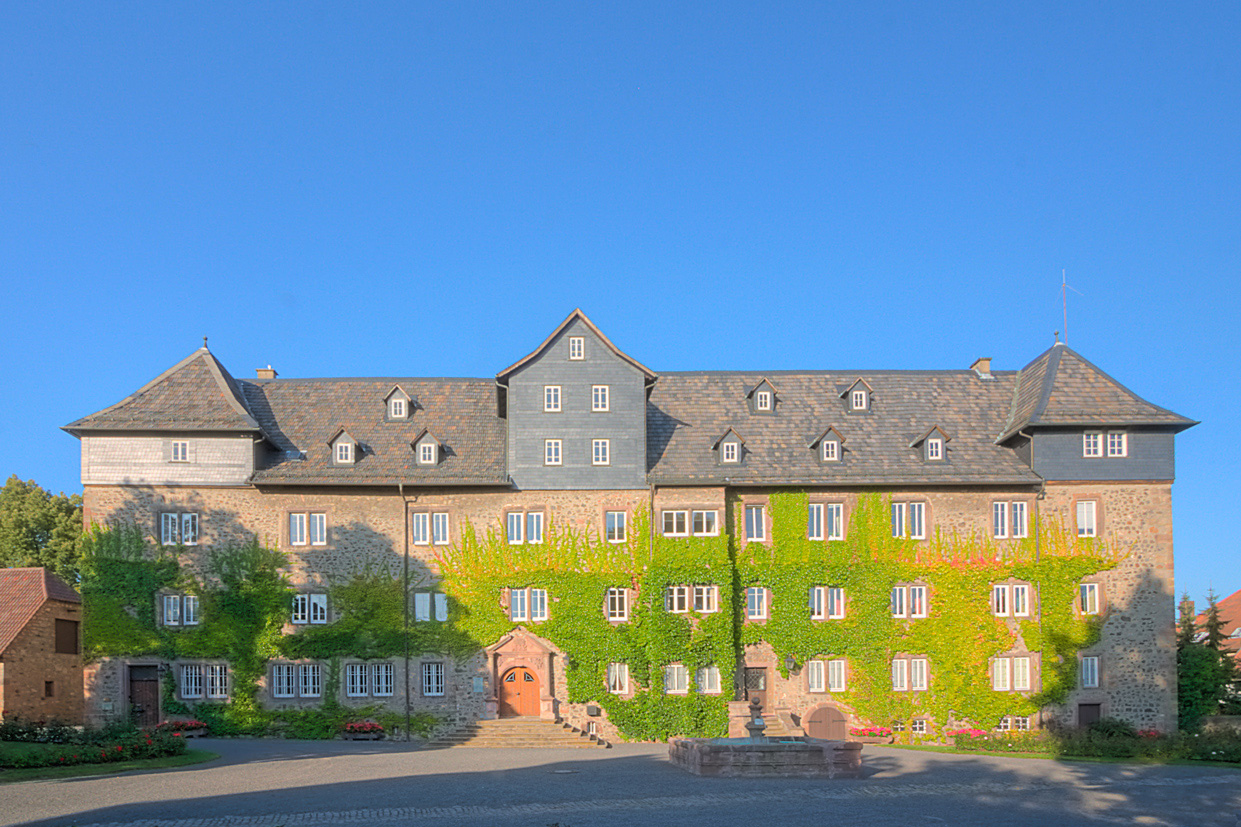
In der Revolution 1848 schwer beschädigt: Burg Lauterbach

Da aber die Forderungen der Landbevölkerung nach Verzicht der Standesherren auf ihre Privilegien und dem entschädigungslosen Verzicht auf die Grundlasten nicht erfüllt waren, kam es am 8. März zu massiven Demonstrationen vor den Schlössern Erbach und Fürstenau und auch in Laubach und vor allem den Riedeselschen Landen wurden die Standesherren massiv unter Druck gesetzt. Die Riedeselschen Schlösser in Lauterbach und Eisenbach wurden gestürmt und verwüstet. Die Standesherren unterschrieben angesichts der revolutionären Situation, die sich direkt vor ihren Residenzen entfaltete, entschädigungslose Verzichte. Damit überschritten die Bauern aber die Grenze des für das Bürgertum Erträglichen, denn Eingriffe in Eigentum kam für das Bürgertum nicht in Frage. Der neue leitende Minister, Heinrich von Gagern, erklärte die unter Erpressung zustande gekommenen Verzichte für nichtig und bedrohte derartige Missachtung des Eigentums mit Strafe: Es gibt nichts Heiligeres als das Eigenthumsrecht … Damit hatte die „heiße Phase“ der Revolution im Großherzogtum nur zwei Wochen gedauert, bevor die bürgerlichen Revolutionäre selbst auf die Bremse traten. In den Riedesel‘schen Landen wurde die Ruhe durch Militär wieder hergestellt und 100 Aufrührer durch das Hofgericht Gießen zu Haftstrafen verurteilt. Im August 1848 kam dann nach fast viermonatiger Debatte im Landtag ein Ablösungsgesetz über die Feudallasten zustande. Im Juli drohte auch der Großherzog allen Störern der öffentlichen Sicherheit und Ordnung – notfalls mit Gewalt – entgegentreten zu wollen.

## Reformen

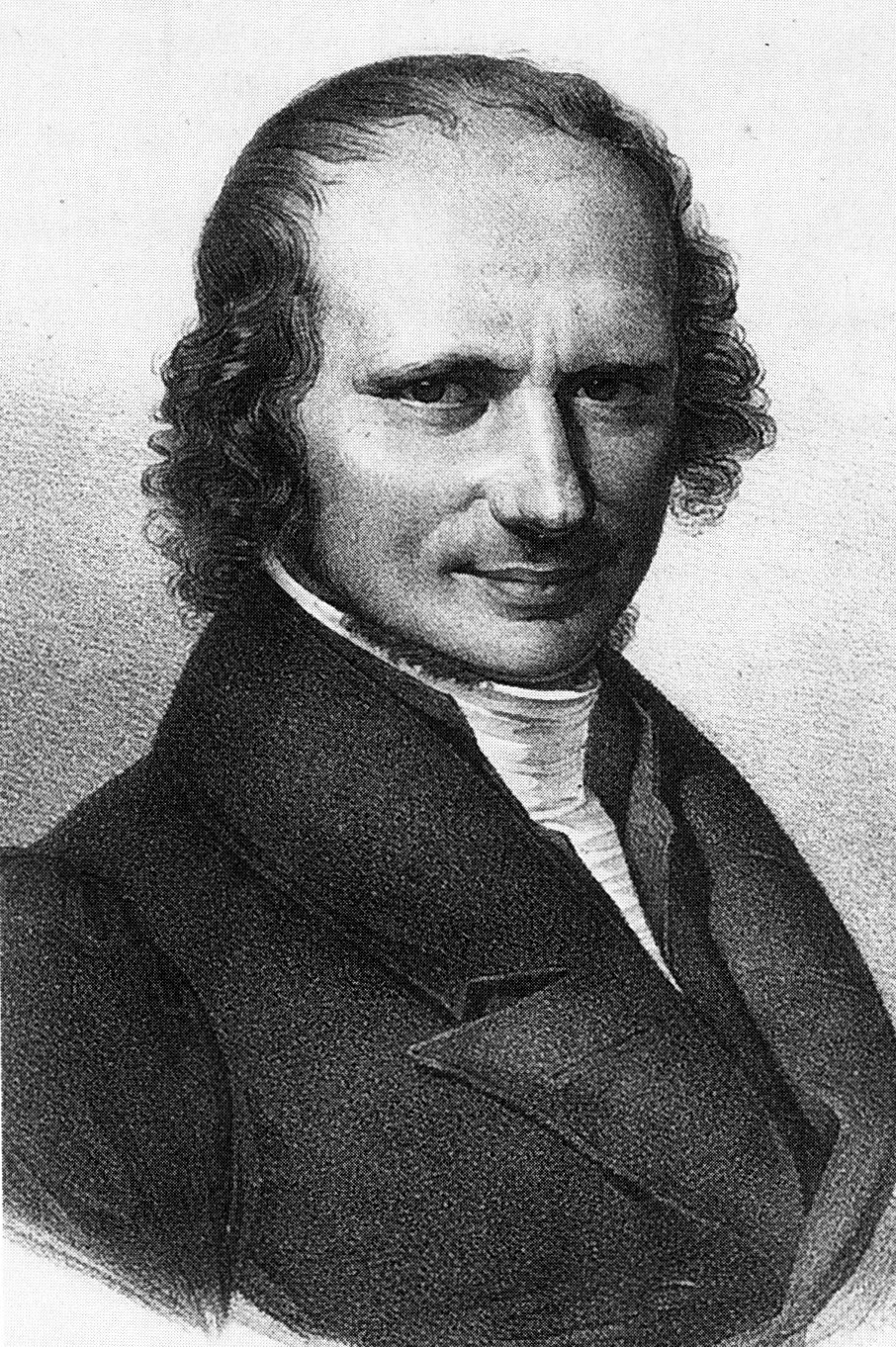
Heinrich Karl Jaup, Vorsitzender der Gesamtregierung seit Sommer 1848

Nach dem März 1848 kam es zu einer ganzen Reihe von Wechseln an der Spitze der Regierung: Heinrich von Gagern wurde am 19. Mai 1848 zum Präsidenten der Frankfurter Nationalversammlung gewählt und musste deshalb auf das Amt als Minister verzichten. Ihm folgte als Vorsitzender der Gesamtregierung am 2. Juni 1848 Carl Wilhelm Zimmermann, der Finanzminister, dem wiederum am 16. Juli 1848 Heinrich Karl Jaup als Vorsitzender der Gesamtregierung folgte.
Die meisten der März-Forderungen wurden Punkt für Punkt abgearbeitet: Das feudale Jagdrecht auf fremdem Grund wurde beseitigt, Zunft- und Zunftzwang wurden aufgehoben, die Religionsfreiheit und die Gleichheit der Religionen wurde gewährleistet und mit Verfassungsrang versehen. In den letzten Sitzungstagen des Landtages 1848 – denn auch im Revolutionsjahr fiel die übliche, dreimonatige Sommerpause nicht aus – verabschiedete dieser noch das Gesetz über eine neue Verwaltungsstruktur und das Gesetz über die Stellung der Standesherren.
Durch die Neuorganisation der Verwaltung wurden sowohl die drei Provinzen als auch alle Kreise aufgelöst und beide Ebenen durch eine einheitliche mittlere Verwaltungsebene, Regierungsbezirke, ersetzt. Auf Ebene der Regierungsbezirke wurden Bezirksräte als Volksvertretungen eingerichtet. Die Mitglieder wurden in freier Wahl für sechs Jahre gewählt. Alle zwei Jahre stand ein Drittel der Sitze zur Neuwahl an.
Auch eine Justizreform in den rechtsrheinischen Provinzen wurde angegangen und die Forderung erfüllt, Schwurgerichte einzuführen.
Ein neues Wahlrecht kam allerdings erst 1849 zustande. Danach wurden alle Abgeordneten beider Kammern gewählt, die zweite Kammer in allgemeiner, direkter Wahl, die erste mit einem Zensuswahlrecht.

## Ende der Revolution

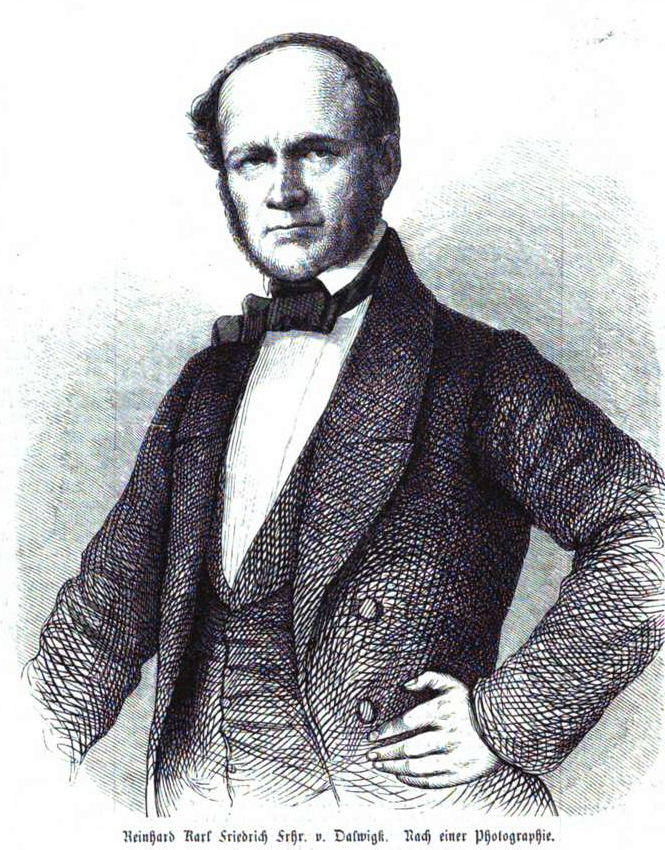
Reinhard von Dalwigk, 1861, Ministerpräsident 1849–1871

Zweimal wurde nach dem neuen Wahlgesetz die Ständeversammlung neu gewählt, 1849 und 1850. Beide Male erhielten die Demokraten eine handfeste Mehrheit in der zweiten Kammer, mit der sie die Verabschiedung eines Staatshaushalts blockierten. Großherzog Ludwig III. berief Reinhard von Dalwigk am 30. Juni 1850 zum Direktor des Ministeriums des Innern, übertrug ihm am 8. August 1850 provisorisch die Leitung der Geschäfte des Auswärtigen und des Großherzoglichen Hauses und ernannte ihn am 25. September 1852 zum Präsidenten des Gesamtministeriums. Ludwig III., der dem patriarchischen Herrscherbild seines Großvaters nacheiferte, ohne dessen Bedeutung zu erreichen und Dalwigk teilten konservative Positionen, die sich gegen Liberalismus und Demokratie wandten. Das „demokratische Prinzip“ war für Dalwigk „staatsgefährlich, da es notwendig zum Sozialismus und Kommunismus führe“.
Dalwigk ging im September 1850 staatsstreichartig gegen den opponierenden Landtag vor – der Beginn der Ära Dalwigk.: Mit einer Verordnung setzte er am 7. Oktober 1850 das geltende Wahlrecht und die Zusammensetzung der Stände außer Kraft und verordnete eine an den vorrevolutionären Zuständen orientierte Wahlordnung für eine „außerordentliche“ Ständeversammlung. Damit kam die 14. (außerordentliche) Ständeversammlung mit einer regierungsnahen Mehrheit zustande und begann die Errungenschaften der Revolution zu demontieren. Dabei wurden aber auch Errungenschaften erhalten – besonders wenn sie (auch) dem Staat dienten.
Der Landtag hatte auch nach dem restriktiven Wahlrecht vom Oktober 1850 immer noch demokratische und liberale Abgeordnete und die Krise um den Zollverein 1852 zeigte, wie wirksam dieses oppositionelle Potential noch war. Erhöhter Druck auf einzelne Abgeordnete – die dann aufgaben, einige wanderten in die USA aus – vor allem aber das neue Wahlgesetz von 1856 beseitigten diese Opposition.

## Übersicht: Forderungen der Revolution und ihr Schicksal
| Forderung März 1848                                       | Umsetzung                                                                                   | Rücknahme     | Anmerkung |
| --------------------------------------------------------- | ------------------------------------------------------------------------------------------- | ------------- | --- |
| Pressefreiheit                                            | 1848                                                                                        |               | |
| Versammlungsfreiheit                                      | 1848                                                                                        | 1850          | |
| Demokratisierung der Landstände (Wahlrechtsreform)        | 1849                                                                                        | 1850 1856     | |
| Kommunale Selbstverwaltung                                | 1848 wurden auf Ebene der Regierungsbezirke Bezirksräte als Volksvertretungen eingerichtet. | 1852          | 1853 durch Bezirksräte auf Ebene der Kreise ersetzt                                                                |
| Gebiets- und Verwaltungsreform                            | 1848                                                                                        | 1852          | |
| Justizreform in den rechtsrheinischen Provinzen           | 1848 (siehe: Anmerkungen)                                                                   | hatte Bestand | Zivilprozess Strafprozess                                                                                          |
| Geschworenengerichte                                      | 1848                                                                                        | hatte Bestand | |
| Beseitigung der Privilegien der Standesherren             | 1848 (siehe: Anmerkungen)                                                                   | 1858          | Allgemeine Privilegien Gerichtsstandsprivileg                                                                      |
| Beseitigung des Jagdrechts auf fremdem Grund              | 1848                                                                                        | hatte Bestand | |
| Verkleinerung des Militärs                                | nicht umgesetzt                                                                             | entfällt      | |
| Vereidigung des Militärs auf die Verfassung               | nicht umgesetzt                                                                             | entfällt      | |
| Allgemeine Volksbewaffnung                                | 1848                                                                                        |               | |
| Gleichstellung aller Religionen (Religionsfreiheit)       | 1848                                                                                        | hatte Bestand | |
| Erhalt des fortschrittlichen Rechtssystems in Rheinhessen | Das linksrheinische Rechtssystem wurde nicht angetastet.                                    | entfällt      | |
| Aufhebung der Zünfte                                      | 1848                                                                                        | hatte Bestand | 1848 wurden Handels- und Gewerbeprivilegien beseitigt. Die endgültige Beseitigung der Zünfte fand erst 1866 statt. |
| Nationales, deutsches Parlament                           | 1848                                                                                        | 1849          | siehe: Frankfurter Nationalversammlung                                                                             |